# Фергус Андерсон
Фергус Кінлох Андерсон (англ. Fergus Kinloch Anderson; 9 лютого 1909 — 6 травня 1956) — шотландський мотогонщик, дворазовий чемпіон світу з шосейно-кільцевих мотоперегонів серії MotoGP в класі 350cc (1953—1954). Трагічно загинув під час гонки у Бельгії в 1956 році.

## Біографія
Мотогоночна кар'єра Андерсона розпочалась у 1927 році, коли йому виповнилось 18.
Фергус був одним із перших британських гонщиків, який зроби собі кар'єру на європейському континенті. Він мешкав у Варенні на березі озера Комо, неподалік від заводу Moto Guzzi. У сезоні 1950 він підписав контракт з італійською командою для виступів у класі 250cc. Він переконав керівництво команди випустити розробити мотоцикл для участі у змаганнях класу 350cc. І вже у сезоні 1953, в дебютний рік моделі, став чемпіоном світу. В наступному сезоні він повторив свій успіх.
Після завершення виступів у чемпіонаті світу в 1954 році Фергус став менеджером команди Moto Guzzi. Проте, невдовзі, він посварився з керівництвом команди через відсутність вільного часу для гонок і відгукнувся на пропозицію команди BMW повернутись до виступів у змаганнях.

### Загибель
6 квітня 1956 року, Фергус проводив свій перший виступ за команду BMW, беручи участь у гонці «Circuit de Floreffe», яка проходила по дорогам загального користування в провінції Намюр. У гострій боротьбі з Джоном Сертісом та Біллі Ломасом Андерсон втратив контроль над мотоциклом, виїхав за межі дороги у гравій та врізався у стовп. Він помер у той же день у лікарні. Смерть шотландця потрясла світове мотогоночне товариство та призвела до заборони гонок у Намюрі.
Фергус похований на кладовищі в Намюрі (Бельгія), оскільки ще при житті він висловив бажання бути похованим поруч з треком, на якому би він загинув під час гонки. Андерсон залишив після себе дружину і двох дітей. У травні 1996 року, через 40 років після тієї аварії, в Бюзе в присутності Дженні, доньки Фергуса, та колишніх чемпіонів світу Сесіла Сендфорда та Біллі Ломаса, було відкрито пам'ятний знак, присвячений великому гонщику.

## Статистика виступів

### MotoGP

#### У розрізі сезонів
| Сезон  | Клас   | Мотоцикл                    | Гонки | Пер | Под | НК | Очки | Місце |
| ------ | ------ | --------------------------- | ----- | --- | --- | -- | ---- | ----- |
| 1949   | 250cc  | Moto Guzzi                  | 1     | 0   | 1   | 1  | 8    | 8     |
| 1950   | 250cc  | Moto Guzzi                  | 1     | 0   | 1   | 0  | 6    | 3     |
| 1951   | 500cc  | Moto Guzzi Bicilindrica 500 | 1     | 1   | 1   | 1  | 8    | 7     |
| 1952   | 250cc  | Moto Guzzi                  | 4     | 2   | 4   | 0  | 24   | 2     |
| 1953   | 250cc  | Moto Guzzi                  | 5     | 1   | 5   | 0  | 22   | 3     |
| 1953   | 350cc  | Moto Guzzi                  | 5     | 3   | 5   | 1  | 34   | 1     |
| 1953   | 500cc  | Moto Guzzi                  | 1     | 1   | 1   | 1  | 8    | 9     |
| 1954   | 250cc  | Moto Guzzi                  | 1     | 0   | 0   | 0  | 2    | 15    |
| 1954   | 350cc  | Moto Guzzi                  | 5     | 4   | 5   | 5  | 38   | 1     |
| 1954   | 500cc  | Moto Guzzi                  | 2     | 0   | 1   | 0  | 8    | 7     |
| Всього | Всього | Всього                      | 26    | 12  | 24  | 9  | 158  |       |

## Цікаві факти
- Перемога у гонці класу 500cc на Гран-Прі Іспанії —1953 зробила Фергуса найстаршим гонщиком, який здобував перемогу в гонці «королівського» класу — на той момент йому виповнилось 44 роки та 237 днів[2].